# Fjendtlig arkitektur
Fjendtlig arkitektur eller defensiv arkitektur (engelsk: hostile architecture, defensive architecture) eller dark design er fællesbegreber for forskellige arkitekturelementer, der forsøger at få bestemte befolkningsgrupper (f.eks. hjemløse, skatere, graffitimalere, unge) til ikke at opholde sig i længere tid i forskellige områder. Hjemløse forhindres således i at finde sovepladser ved at bænke fjernes eller udformes, så man ikke kan ligge på dem, mens graffiti forhindres f.eks. ved at benytte materialer, der ikke tager imod maling eller hvor det er let at fjerne graffitien igen. Bænke designes til korte ophold, for eksempel ved at fjerne ryglæn (dermed er de teknisk set plinte snarere end bænke), benytte hårde og kolde materialer og benytte proportioner, som gør det ubehageligt at sidde ned i længere tid.
Også overvågning og lydapparater som The Mosquito, der især kan høres af unge, benyttes. På Vejle Station har DSB benyttet marchmusik for at få "mange forskellige grupper af mennesker, der driver lidt rundt" til ikke at opholde sig i tunnelen.

## "Hjemløse-pigge"
I 2014 fik "hjemløse-pigge" særlig opmærksomhed i Storbritannien - metalpigge i fortovet ved en beboelsesejendom og et Tesco-supermarked i London. Også i Glasgow er fænomenet set - her i form af metalstativer, der forhindrede folk i at ligge i læ ved væggen af en tom bygning i bymidten. En aktivist fjernede dog disse stativer mindre end et døgn efter at de blev omtalt i medierne.
Senere, i februar 2015, opsatte Selfridges "hjemløse-pigge" ved en af sine butikker i Manchester.
En mindre ondskabsfuld variant er set i Seattle, hvor man har opstillet overflødige cykelstativer under en bro for at forhindre hjemløse i at sove i tørvejr der.